# لويس ديك
لويس ديك (بالإنجليزية: Lewis Dick)‏ هو لاعب اتحاد الرغبي بريطاني، ولد في 20 ديسمبر 1950 في بيرث في المملكة المتحدة.